# Serie B 2018-2019
La Serie B 2018-2019 è stata l'87ª edizione del campionato italiano di calcio di Serie B, disputata tra il 24 agosto 2018 e l'11 maggio 2019 e conclusa con la vittoria del Brescia, al suo quarto titolo.
Capocannoniere del torneo è stato Alfredo Donnarumma (Brescia) con 25 reti.

## Stagione

### Aggiornamenti
In seguito alle mancate iscrizioni di Avellino, Bari e Cesena (cesenati comunque retrocessi dopo la penalizzazione di 15 punti in classifica per la vicenda plusvalenze) e al blocco dei ripescaggi deciso della Lega Serie B, in questa stagione il numero delle partecipanti al campionato scende da 22 a 19 iniziando con un organico dispari, cosa che non accadeva dalla stagione 1967-1968.
Sono state promosse dalla Serie C il Livorno, dopo due anni di assenza, il Padova, ritornato in cadetteria dopo il fallimento del 2014, il Lecce, retrocesso direttamente dalla Serie A alla Serie C per illecito sportivo nel 2012, e il Cosenza, che torna in Serie B dopo 15 anni dall'ultima apparizione, da vincente dei play-off. Dalla Serie A sono retrocesse Benevento, Verona e Crotone, le prime due di ritorno in cadetteria dopo una stagione, i pitagorici dopo due stagioni. In questa stagione non vi è nessuna squadra esordiente.
La regione più rappresentata in questa stagione è il Veneto con quattro squadre (Cittadella, Padova, Venezia e Verona). Con due squadre ciascuno ci sono Calabria (Cosenza e Crotone), Campania (Benevento e Salernitana), Puglia (Foggia e Lecce) e Lombardia (Brescia e Cremonese); con una squadra Abruzzo (Pescara), Emilia-Romagna (Carpi), Liguria (Spezia), Marche (Ascoli), Toscana (Livorno), Sicilia (Palermo) e Umbria (Perugia) per un totale di 8 squadre del nord, 4 del centro e 7 del sud.
Resta inalterato sia il numero delle promozioni (3) che quello delle retrocessioni (4). Per quanto riguarda il regolamento dei play-off, come successo per l'edizione precedente, la terza classificata non disputerà gli spareggi se avrà un margine di vantaggio di 15 o più punti dalla quarta classificata. Inoltre non vale più la regola per cui le squadre entro l'ottavo posto devono rientrare nel margine di 14 punti dalla terza per partecipare ai play-off.
Altra conseguenza delle modifiche delle NOIF nella vicenda delle tre citate esclusioni estive, fu che da questa stagione la riammissione delle migliori retrocesse sul campo divenne automatica in caso di esclusione di un'avente diritto.
A partire da questa stagione, i due nuovi sponsor istituzionali unici per tutte le squadre partecipanti al torneo di Serie B (tranne per il Brescia) sono Unibet (nel retro sotto la numerazione) e Facile Ristrutturare (sulla manica sinistra come patch).
La squadra dententrice del trofeo, vincitrice del campionato precedente, è l'Empoli. 

### Calendario e orari di gioco
Il campionato è iniziato venerdì 24 agosto 2018 con il primo anticipo del torneo e si è conclusa sabato 11 maggio 2019 con la 38ª e ultima giornata del campionato. In questa stagione sono stati programmati sei turni infrasettimanali per il 25 settembre, 30 ottobre, 27 dicembre, 26 febbraio, 2 aprile e 1º maggio. Per la prima volta il campionato si fermerà durante gli impegni delle Nazionali come accade in Serie A e le soste sono state programmate per il 8-9 settembre, 13-14 ottobre, 17-18 novembre e 23-24 marzo. È confermata la sosta invernale del torneo, fissata dal 31 dicembre 2018 al 19 gennaio 2019, data in cui è in programma la prima giornata di ritorno. Sono previsti due turni nel periodo natalizio per il 26/27 e 30 dicembre 2018, date degli ultimi due turni del girone d'andata.
Per quanto riguarda gli orari di gioco, la Lega ha disposto il seguente formato:
- Sabato: 4 partite
  - 3 partite alle 15:00
  - 1 partita alle 18:00
- Domenica: 3 partite
  - 2 partite alle 15:00
  - 1 partita alle 21:00
- Lunedì-venerdì: 1 anticipo o posticipo alle 21:00

### Avvenimenti
Al termine del girone d'andata è il Palermo a laurearsi campione d'inverno con 37 punti, davanti al Brescia, che chiude la prima parte del campionato con 32 punti, recuperando dopo un avvio sottotono grazie al cambio in panchina da David Suazo a Eugenio Corini.
Tuttavia nel girone di ritorno i rosanero accusano un calo di rendimento, che causa un cambio in panchina da Roberto Stellone (che in precedenza aveva rilevato Bruno Tedino, esonerato dopo la 5ª giornata) a Delio Rossi. Ne approfitta proprio il Brescia per riguadagnare la vetta della classifica e successivamente la promozione diretta in Serie A dopo otto anni di assenza, con due giornate d'anticipo e la conseguente vittoria della Coppa Ali della Vittoria. Per il secondo posto la spunta il Lecce che, grazie alla vittoria per 2-1 all'ultima giornata contro lo Spezia, ottiene la promozione in Serie A a sette anni dall'ultima presenza in massima serie (retrocesso dalla Serie A 2011-2012, era stato declassato in Lega Pro Prima Divisione 2012-2013 per illecito sportivo). Accedono ai play-off Benevento, Pescara, Spezia, Verona, Cittadella e Perugia, quest'ultima ammessa al posto del Palermo a seguito della sentenza che ha escluso il club siciliano.
Carpi e Padova sono le prime due retrocesse in Serie C. Gli emiliani salutano la serie cadetta dopo tre stagioni di militanza, i biancoscudati dopo appena una stagione. La terza squadra retrocessa direttamente è il Foggia (peraltro con una penalizzazione di 6 punti che ha influito pesantemente sulla stagione dei pugliesi), mentre il 13 maggio, a seguito della sentenza del Tribunale Federale, il Palermo viene declassato dal terzo all'ultimo posto della classifica per illecito amministrativo. La Lega B, di seguito, conferma le date dei play-off e annulla il play-out, sebbene il regolamento lo preveda soltanto nel caso in cui la differenza di punti tra quart'ultima e quint'ultima ecceda i 5 punti, e decreta, quindi, la salvezza diretta per Salernitana e Venezia. Il 27 maggio 2019, visti i pronunciamenti del TAR del Lazio e del Collegio di Garanzia del CONI, la Lega di Serie B dispone nuovamente la disputa dei play-out.
Due giorni più tardi, in un'udienza alla Corte Federale d'Appello che si sarebbe dovuta tenere il 23 maggio e che poi venne rinviata proprio al 29 maggio, la sanzione della retrocessione a tavolino inflitta al Palermo si trasformò in una penalizzazione di 20 punti, decretando quindi la salvezza in cadetteria dei rosanero e, di fatto, il regolare svolgimento dei play-out tra Salernitana e Venezia.

#### Play-off e play-out
Nel turno preliminare dei play-off passano il turno Cittadella e Verona: i granata superano per 2-1 lo Spezia, mentre i gialloblù battono per 4-1 il Perugia dopo i tempi supplementari. In semifinale le avversarie delle due squadre venete sono Benevento e Pescara. Il Cittadella, dopo aver perso in casa per 1-2, batte in trasferta per 0-3 il Benevento, accedendo così alla finale; la segue il Verona, che ottiene in trasferta l'accesso alla finale battendo il Pescara allo stadio Adriatico per 0-1, dopo il pareggio interno per 0-0. Nella doppia finale il Cittadella vince in casa per 2-0, ma poi perde per 3-0 al Bentegodi: il Verona è la terza squadra promossa in Serie A.
Per il play-out si affrontano Venezia e Salernitana; nella gara d'andata, all'Arechi, i granata vincono per 2-1, mentre nella gara di ritorno, al Penzo, gli arancioneroverdi vincono per 1-0, portando quindi la gara sul punteggio complessivo di 2-2. Ai tiri di rigore i veneziani perdono per 3-4, venendo così retrocessi in Serie C. Al termine della stagione, l'esclusione del Palermo per inadempienze, comporta la riammissione del Venezia.

## Squadre partecipanti
| Club        | Stagione | Città           | Stadio                               | Stagione precedente                                        |
| ----------- | -------- | --------------- | ------------------------------------ | ---------------------------------------------------------- |
| Ascoli      | dettagli | Ascoli Piceno   | Stadio Cino e Lillo Del Duca         | 17º posto in Serie B                                       |
| Benevento   | dettagli | Benevento       | Stadio Ciro Vigorito                 | 20º posto in Serie A, retrocesso                           |
| Brescia     | dettagli | Brescia         | Stadio Mario Rigamonti               | 15º posto in Serie B                                       |
| Carpi       | dettagli | Carpi (MO)      | Stadio Sandro Cabassi                | 11º posto in Serie B                                       |
| Cittadella  | dettagli | Cittadella (PD) | Stadio Piercesare Tombolato          | 6º posto in Serie B                                        |
| Cosenza     | dettagli | Cosenza         | Stadio San Vito-Gigi Marulla         | 5º posto in Serie C/C, promosso dopo aver vinto i play-off |
| Cremonese   | dettagli | Cremona         | Stadio Giovanni Zini                 | 13º posto in Serie B                                       |
| Crotone     | dettagli | Crotone         | Stadio Ezio Scida                    | 18º posto in Serie A, retrocesso                           |
| Foggia      | dettagli | Foggia          | Stadio Pino Zaccheria                | 9º posto in Serie B                                        |
| Lecce       | dettagli | Lecce           | Stadio Via del mare                  | 1º posto in Serie C/C, promosso                            |
| Livorno     | dettagli | Livorno         | Stadio Armando Picchi                | 1º posto in Serie C/A, promosso                            |
| Padova      | dettagli | Padova          | Stadio Euganeo                       | 1º posto in Serie C/B, promosso                            |
| Palermo     | dettagli | Palermo         | Stadio Renzo Barbera                 | 4º posto in Serie B                                        |
| Perugia     | dettagli | Perugia         | Stadio Renato Curi                   | 8º posto in Serie B                                        |
| Pescara     | dettagli | Pescara         | Stadio Adriatico-Giovanni Cornacchia | 16º posto in Serie B                                       |
| Salernitana | dettagli | Salerno         | Stadio Arechi                        | 12º posto in Serie B                                       |
| Spezia      | dettagli | La Spezia       | Stadio Alberto Picco                 | 10º posto in Serie B                                       |
| Venezia     | dettagli | Venezia         | Stadio Pier Luigi Penzo              | 5º posto in Serie B                                        |
| Verona      | dettagli | Verona          | Stadio Marcantonio Bentegodi         | 19º posto in Serie A, retrocesso                           |

## Allenatori e primatisti
| Squadra     | Allenatore | Calciatore più presente                             | Cannoniere                      |
| ----------- | --- | --------------------------------------------------- | ------------------------------- |
| Ascoli      | Vincenzo Vivarini                                                                                             | Michele Cavion (33)                                 | Matteo Ardemagni (8)            |
| Benevento   | Cristian Bucchi                                                                                               | Massimo Coda (34)                                   | Massimo Coda (21)               |
| Brescia     | David Suazo (1ª-3ª) Eugenio Corini (4ª-38ª)                                                                   | Dimitri Bisoli, Simone Romagnoli (35)               | Alfredo Donnarumma (25)         |
| Carpi       | Marcello Chezzi (1ª-3ª) Fabrizio Castori (4ª-38ª)                                                             | Andrea Arrighini (34)                               | Andrea Arrighini (4)            |
| Cittadella  | Roberto Venturato                                                                                             | Alberto Paleari (36)                                | Gabriele Moncini (12)           |
| Cosenza     | Piero Braglia                                                                                                 | Gennaro Tutino (34)                                 | Gennaro Tutino (10)             |
| Cremonese   | Andrea Mandorlini (1ª-11ª) Massimo Rastelli (12ª-38ª)                                                         | Vasile Mogos (36)                                   | Antonio Piccolo (5)             |
| Crotone     | Giovanni Stroppa (1ª-9ª) Ivan Moschella (10ª) Massimo Oddo (11ª-18ª) Giovanni Stroppa (19ª-38ª)               | Mario Sampirisi, Simy (33)                          | Simy (14)                       |
| Foggia      | Gianluca Grassadonia (1ª-15ª) Gaetano Pavone (16ª) Pasquale Padalino (17ª-28ª) Gianluca Grassadonia (29ª-38ª) | Fabio Mazzeo, Oliver Kragl (33)                     | Oliver Kragl (7)                |
| Lecce       | Fabio Liverani                                                                                                | Marco Mancosu (34)                                  | Andrea La Mantia (17)           |
| Livorno     | Cristiano Lucarelli (1ª-11ª) Roberto Breda (12ª-38ª)                                                          | Alessandro Diamanti, Murilo, Matteo Di Gennaro (32) | Alessandro Diamanti (10)        |
| Padova      | Pierpaolo Bisoli (1ª-11ª) Claudio Foscarini (12ª-18ª) Pierpaolo Bisoli (19ª-29ª) Matteo Centurioni (30ª-38ª)  | Federico Bonazzoli (35)                             | Federico Bonazzoli (8)          |
| Palermo     | Bruno Tedino (1ª-5ª) Roberto Stellone (6ª-34ª) Delio Rossi (35ª-38ª)                                          | Aleksandar Trajkovski (34)                          | Ilija Nestorovski (14)          |
| Perugia     | Alessandro Nesta                                                                                              | Valerio Verre (35)                                  | Valerio Verre (12)              |
| Pescara     | Giuseppe Pillon                                                                                               | Leonardo Mancuso (35)                               | Leonardo Mancuso (19)           |
| Salernitana | Stefano Colantuono (1ª-16ª) Angelo Gregucci (17ª-37ª) Leonardo Menichini (38ª e play-out)                     | Alessandro Micai (36)                               | Milan Đurić, Tiago Casasola (6) |
| Spezia      | Pasquale Marino                                                                                               | Matteo Ricci (33)                                   | David Okereke (10)              |
| Venezia     | Stefano Vecchi (1ª-7ª) Walter Zenga (8ª-27ª) Serse Cosmi (28ª-38ª e play-out)                                 | Marco Modolo, Guglielmo Vicario (33)                | Francesco Di Mariano (8)        |
| Verona      | Fabio Grosso (1ª-36ª) Alfredo Aglietti (37ª-38ª e play-off)                                                   | Marco Silvestri (36)                                | Giampaolo Pazzini (10)          |

## Classifica finale
|  | Pos. | Squadra       | Pt | G  | V  | N  | P  | GF | GS | DR  |
|  | ---- | ------------- | -- | -- | -- | -- | -- | -- | -- | --- |
|  | 1.   | Brescia       | 67 | 36 | 18 | 13 | 5  | 69 | 42 | +27 |
|  | 2.   | Lecce         | 66 | 36 | 19 | 9  | 8  | 66 | 45 | +21 |
|  | 3.   | Benevento     | 60 | 36 | 17 | 9  | 10 | 61 | 45 | +16 |
|  | 4.   | Pescara       | 55 | 36 | 14 | 13 | 9  | 50 | 46 | +4  |
|  | 5.   | Verona        | 52 | 36 | 13 | 13 | 10 | 49 | 46 | +3  |
|  | 6.   | Spezia        | 51 | 36 | 14 | 9  | 13 | 53 | 46 | +7  |
|  | 7.   | Cittadella    | 51 | 36 | 12 | 15 | 9  | 49 | 38 | +11 |
|  | 8.   | Perugia       | 50 | 36 | 14 | 8  | 14 | 49 | 49 | 0   |
|  | 9.   | Cremonese     | 49 | 36 | 12 | 13 | 11 | 37 | 33 | +4  |
|  | 10.  | Cosenza       | 46 | 36 | 11 | 13 | 12 | 34 | 42 | -8  |
|  | 11.  | Palermo (-20) | 43 | 36 | 16 | 15 | 5  | 57 | 38 | +19 |
|  | 12.  | Crotone       | 43 | 36 | 11 | 10 | 15 | 40 | 42 | -2  |
|  | 13.  | Ascoli        | 43 | 36 | 10 | 13 | 13 | 40 | 56 | -16 |
|  | 14.  | Livorno       | 39 | 36 | 9  | 12 | 15 | 38 | 51 | -13 |
|  | 15.  | Venezia       | 38 | 36 | 8  | 14 | 14 | 35 | 46 | -11 |
|  | 16.  | Salernitana   | 38 | 36 | 10 | 8  | 18 | 41 | 57 | -16 |
|  | 17.  | Foggia (-6)   | 37 | 36 | 10 | 13 | 13 | 44 | 49 | -5  |
|  | 18.  | Padova        | 31 | 36 | 5  | 16 | 15 | 36 | 49 | -13 |
|  | 19.  | Carpi         | 29 | 36 | 7  | 8  | 21 | 39 | 67 | -28 |

      Promossi in Serie A 2019-2020.
  Ammesse ai play-off o ai play-out.
      Retrocessi in Serie C 2019-2020.
Tre punti a vittoria, uno a pareggio, zero a sconfitta.
In caso di arrivo di due o più squadre a pari punti, la graduatoria verrà stilata secondo la classifica avulsa tra le squadre interessate che prevede, in ordine, i seguenti criteri:
- Punti negli scontri diretti.
- Differenza reti negli scontri diretti.
- Differenza reti generale.
- Reti realizzate in generale.
- Sorteggio.

Note:
Il Foggia ha scontato 6 punti di penalizzazione.A fine stagione è stato escluso dalla Serie C 2019-2020 per non aver rispettato i parametri finanziari.
Il Palermo ha scontato 20 punti di penalizzazione.A fine stagione è stato escluso per inadempienze, Poi è stata estromessa, successivamente è fallita in Serie D 2019-2020
Il Venezia è stato poi riammesso in Serie B 2019-2020.

### Squadra campione
| Formazione tipo (4-3-1-2) | Giocatori (presenze)                                      |
| --- | --------------------------------------------------------- |
| Alfonso Sabelli Romagnoli Cistana Matějů Bisoli Tonali Ndoj Špalek Donnarumma Torregrossa | Enrico Alfonso (30)                                       |
| Alfonso Sabelli Romagnoli Cistana Matějů Bisoli Tonali Ndoj Špalek Donnarumma Torregrossa | Stefano Sabelli (29)                                      |
| Alfonso Sabelli Romagnoli Cistana Matějů Bisoli Tonali Ndoj Špalek Donnarumma Torregrossa | Simone Romagnoli (35)                                     |
| Alfonso Sabelli Romagnoli Cistana Matějů Bisoli Tonali Ndoj Špalek Donnarumma Torregrossa | Andrea Cistana (30)                                       |
| Alfonso Sabelli Romagnoli Cistana Matějů Bisoli Tonali Ndoj Špalek Donnarumma Torregrossa | Aleš Matějů (22)                                          |
| Alfonso Sabelli Romagnoli Cistana Matějů Bisoli Tonali Ndoj Špalek Donnarumma Torregrossa | Dimitri Bisoli (35)                                       |
| Alfonso Sabelli Romagnoli Cistana Matějů Bisoli Tonali Ndoj Špalek Donnarumma Torregrossa | Sandro Tonali (34)                                        |
| Alfonso Sabelli Romagnoli Cistana Matějů Bisoli Tonali Ndoj Špalek Donnarumma Torregrossa | Emanuele Ndoj (28)                                        |
| Alfonso Sabelli Romagnoli Cistana Matějů Bisoli Tonali Ndoj Špalek Donnarumma Torregrossa | Nikolas Špalek (28)                                       |
| Alfonso Sabelli Romagnoli Cistana Matějů Bisoli Tonali Ndoj Špalek Donnarumma Torregrossa | Alfredo Donnarumma (32)                                   |
| Alfonso Sabelli Romagnoli Cistana Matějů Bisoli Tonali Ndoj Špalek Donnarumma Torregrossa | Ernesto Torregrossa (29)                                  |
| Alfonso Sabelli Romagnoli Cistana Matějů Bisoli Tonali Ndoj Špalek Donnarumma Torregrossa | Allenatore: David Suazo (1ª-3ª) - Eugenio Corini (4ª-38ª) |
| Altri giocatori: Leonardo Morosini (25), Daniele Gastaldello (19), Luca Tremolada (18), Jacopo Dall'Oglio (17), Felipe Curcio (15), Alessandro Martinelli (14), Daniele Dessena (11), Bruno Martella (10), Lorenzo Andrenacci (7), Alejandro Rodríguez (6), Alessandro Semprini (6), Mattia Viviani (6), Franco Ferrari (4), Matteo Cortesi (3), Edoardo Lancini (3). |                                                           |

## Risultati

### Tabellone
Ogni riga indica i risultati casalinghi della squadra segnata a inizio della riga, contro le squadre segnate colonna per colonna (che invece avranno giocato l'incontro in trasferta). Al contrario, leggendo la colonna di una squadra si avranno i risultati ottenuti dalla stessa in trasferta, contro le squadre segnate in ogni riga, che invece avranno giocato l'incontro in casa.
|             | ASC  | BEN  | BRE  | CAR  | CIT  | COS  | CRE  | CRO  | FOG  | LEC  | LIV  | PAD  | PAL  | PER  | PES  | SAL  | SPE  | VEN  | VER  |
| ----------- | ---- | ---- | ---- | ---- | ---- | ---- | ---- | ---- | ---- | ---- | ---- | ---- | ---- | ---- | ---- | ---- | ---- | ---- | ---- |
| Ascoli      | –––– | 2-2  | 1-1  | 1-0  | 1-1  | 1-1  | 0-0  | 3-2  | 2-2  | 1-0  | 1-1  | 2-3  | 1-2  | 0-3  | 2-1  | 2-4  | 3-1  | 1-0  | 1-0  |
| Benevento   | 1-2  | –––– | 1-1  | 3-1  | 1-0  | 4-2  | 2-1  | 3-0  | 1-3  | 3-3  | 1-0  | 3-3  | 1-2  | 2-1  | 2-1  | 4-0  | 2-3  | 3-0  | 0-1  |
| Brescia     | 1-0  | 2-3  | –––– | 3-1  | 0-1  | 1-0  | 3-2  | 2-0  | 2-1  | 2-1  | 2-0  | 4-1  | 2-1  | 1-1  | 1-1  | 3-0  | 4-4  | 2-0  | 4-2  |
| Carpi       | 1-1  | 2-2  | 1-1  | –––– | 0-1  | 1-1  | 1-2  | 1-2  | 0-2  | 0-1  | 1-4  | 2-1  | 0-3  | 0-1  | 0-0  | 3-2  | 3-2  | 2-3  | 1-1  |
| Cittadella  | 2-2  | 0-1  | 2-2  | 3-1  | –––– | 2-0  | 1-3  | 3-0  | 1-1  | 4-1  | 4-0  | 1-1  | 0-1  | 2-2  | 4-1  | 3-1  | 0-1  | 3-2  | 3-0  |
| Cosenza     | 0-0  | 0-0  | 2-3  | 1-0  | 2-0  | –––– | 2-0  | 1-0  | 2-0  | 2-3  | 1-1  | 2-1  | 1-1  | 1-1  | 1-1  | 0-0  | 1-0  | 1-1  | 0-3  |
| Cremonese   | 0-1  | 1-0  | 0-0  | 1-2  | 0-0  | 2-0  | –––– | 1-0  | 1-0  | 2-0  | 1-0  | 0-0  | 2-0  | 4-0  | 1-1  | 0-0  | 2-0  | 0-1  | 1-1  |
| Crotone     | 3-0  | 1-0  | 2-2  | 1-1  | 0-0  | 0-1  | 0-0  | –––– | 4-1  | 2-2  | 1-1  | 2-1  | 3-0  | 2-0  | 0-2  | 1-1  | 0-3  | 1-1  | 1-2  |
| Foggia      | 3-2  | 1-1  | 2-2  | 4-2  | 1-1  | 1-0  | 3-1  | 0-2  | –––– | 2-2  | 2-2  | 2-1  | 1-2  | 1-0  | 1-1  | 3-1  | 1-0  | 1-1  | 2-2  |
| Lecce       | 7-0  | 1-1  | 1-0  | 4-1  | 1-1  | 3-1  | 2-0  | 1-0  | 1-0  | –––– | 3-2  | 3-2  | 1-2  | 0-0  | 2-0  | 2-2  | 2-1  | 2-1  | 2-1  |
| Livorno     | 1-0  | 2-0  | 0-1  | 1-0  | 0-0  | 2-0  | 1-3  | 0-1  | 3-1  | 0-3  | –––– | 1-1  | 2-2  | 2-3  | 0-0  | 1-0  | 1-3  | 1-0  | 0-0  |
| Padova      | 1-2  | 0-1  | 1-1  | 0-1  | 0-0  | 0-0  | 1-1  | 0-0  | 1-1  | 2-1  | 1-1  | –––– | 1-3  | 0-1  | 2-2  | 0-0  | 0-0  | 1-0  | 3-0  |
| Palermo     | 3-0  | 0-0  | 1-1  | 4-1  | 2-2  | 2-1  | 2-2  | 1-0  | 0-0  | 2-1  | 1-1  | 1-1  | –––– | 4-1  | 3-0  | 1-2  | 2-2  | 1-1  | 1-0  |
| Perugia     | 2-0  | 2-4  | 0-2  | 0-1  | 0-0  | 0-1  | 3-1  | 2-1  | 3-0  | 1-2  | 3-1  | 3-2  | 1-2  | –––– | 2-1  | 3-1  | 1-1  | 1-0  | 1-2  |
| Pescara     | 1-1  | 2-1  | 1-5  | 2-0  | 0-1  | 1-1  | 0-0  | 2-1  | 1-0  | 4-2  | 2-1  | 2-0  | 3-2  | 1-1  | –––– | 2-0  | 2-0  | 1-0  | 1-1  |
| Salernitana | 1-1  | 0-1  | 1-3  | 2-5  | 4-2  | 1-2  | 2-0  | 0-2  | 1-0  | 1-2  | 3-1  | 3-0  | 0-0  | 2-1  | 2-4  | –––– | 1-0  | 1-1  | 1-0  |
| Spezia      | 3-2  | 3-1  | 3-2  | 2-1  | 1-0  | 4-0  | 2-0  | 2-0  | 0-0  | 1-1  | 3-0  | 0-2  | 1-1  | 1-1  | 1-3  | 2-1  | –––– | 1-1  | 1-2  |
| Venezia     | 1-0  | 2-3  | 2-1  | 1-1  | 1-1  | 0-1  | 1-1  | 1-4  | 1-0  | 1-1  | 1-1  | 2-1  | 1-1  | 2-3  | 2-2  | 1-0  | 1-0  | –––– | 1-1  |
| Verona      | 1-1  | 0-3  | 2-2  | 4-1  | 4-0  | 2-2  | 1-1  | 1-1  | 2-1  | 0-2  | 2-3  | 1-1  | 1-1  | 2-1  | 3-1  | 1-0  | 2-1  | 1-0  | –––– |

### Calendario
| andata (1ª) | andata (1ª)     | 1ª giornata         | ritorno (20ª)   | ritorno (20ª) |
|             |                 |                     |                 |               |
| 26 ago.     | 1-1             | Ascoli-Cosenza      | 0-0             | 20 gen.       |
| 27 ago.     | 3-3             | Benevento-Lecce     | 1-1             | 19 gen.       |
| 24 ago.     | 1-1             | Brescia-Perugia     | 2-0             | 19 gen.       |
| 26 ago.     | 3-0             | Cittadella-Crotone  | 0-0             | 19 gen.       |
| 25 ago.     | 1-1             | Cremonese-Pescara   | 0-0             | 20 gen.       |
| 26 ago.     | 4-2             | Foggia-Carpi        | 2-0             | 19 gen.       |
| 25 ago.     | 0-0             | Salernitana-Palermo | 2-1             | 18 gen.       |
| 25 ago.     | 1-0             | Venezia-Spezia      | 1-1             | 21 gen.       |
| 26 ago.     | 1-1             | Verona-Padova       | 0-3             | 20 gen.       |
| 26 ago.     | Riposa: Livorno | Riposa: Livorno     | Riposa: Livorno | 21 gen.       |

| andata (2ª) | andata (2ª)       | 2ª giornata       | ritorno (21ª) | ritorno (21ª) |
|             |                   |                   |               |               |
| 1º set.     | 0-1               | Carpi-Cittadella  | 1-3           | 26 gen.       |
| 1º set.     | 0-3               | Cosenza-Verona    | 2-2           | 28 gen.       |
| 2 set.      | 4-1               | Crotone-Foggia    | 2-0           | 25 gen.       |
| 2 set.      | 2-2               | Lecce-Salernitana | 2-1           | 26 gen.       |
| 1º set.     | 1-0               | Padova-Venezia    | 1-2           | 27 gen.       |
| 31 ago.     | 2-2               | Palermo-Cremonese | 0-2           | 26 gen.       |
| 2 set.      | 2-0               | Perugia-Ascoli    | 3-0           | 26 gen.       |
| 2 set.      | 2-1               | Pescara-Livorno   | 0-0           | 27 gen.       |
| 1º set.     | 3-2               | Spezia-Brescia    | 4-4           | 27 gen.       |
| 1º set.     | Riposa: Benevento |                   |               | 27 gen.       |

| andata (1ª) | andata (1ª)     | 1ª giornata         | ritorno (20ª)   | ritorno (20ª) |
|             |                 |                     |                 |               |
| 26 ago.     | 1-1             | Ascoli-Cosenza      | 0-0             | 20 gen.       |
| 27 ago.     | 3-3             | Benevento-Lecce     | 1-1             | 19 gen.       |
| 24 ago.     | 1-1             | Brescia-Perugia     | 2-0             | 19 gen.       |
| 26 ago.     | 3-0             | Cittadella-Crotone  | 0-0             | 19 gen.       |
| 25 ago.     | 1-1             | Cremonese-Pescara   | 0-0             | 20 gen.       |
| 26 ago.     | 4-2             | Foggia-Carpi        | 2-0             | 19 gen.       |
| 25 ago.     | 0-0             | Salernitana-Palermo | 2-1             | 18 gen.       |
| 25 ago.     | 1-0             | Venezia-Spezia      | 1-1             | 21 gen.       |
| 26 ago.     | 1-1             | Verona-Padova       | 0-3             | 20 gen.       |
| 26 ago.     | Riposa: Livorno | Riposa: Livorno     | Riposa: Livorno | 21 gen.       |

| andata (2ª) | andata (2ª)       | 2ª giornata       | ritorno (21ª) | ritorno (21ª) |
|             |                   |                   |               |               |
| 1º set.     | 0-1               | Carpi-Cittadella  | 1-3           | 26 gen.       |
| 1º set.     | 0-3               | Cosenza-Verona    | 2-2           | 28 gen.       |
| 2 set.      | 4-1               | Crotone-Foggia    | 2-0           | 25 gen.       |
| 2 set.      | 2-2               | Lecce-Salernitana | 2-1           | 26 gen.       |
| 1º set.     | 1-0               | Padova-Venezia    | 1-2           | 27 gen.       |
| 31 ago.     | 2-2               | Palermo-Cremonese | 0-2           | 26 gen.       |
| 2 set.      | 2-0               | Perugia-Ascoli    | 3-0           | 26 gen.       |
| 2 set.      | 2-1               | Pescara-Livorno   | 0-0           | 27 gen.       |
| 1º set.     | 3-2               | Spezia-Brescia    | 4-4           | 27 gen.       |
| 1º set.     | Riposa: Benevento |                   |               | 27 gen.       |

| andata (3ª) | andata (3ª)     | 3ª giornata        | ritorno (22ª) | ritorno (22ª) |
|             |                 |                    |               |               |
| 15 set.     | 1-0             | Ascoli-Lecce       | 0-7           | 23 mar.       |
| 15 set.     | 1-1             | Brescia-Pescara    | 5-1           | 3 feb.        |
| 15 set.     | 2-0             | Cittadella-Cosenza | 0-2           | 2 feb.        |
| 15 set.     | 2-0             | Cremonese-Spezia   | 0-2           | 2 feb.        |
| 16 set.     | 1-2             | Foggia-Palermo     | 0-0           | 4 feb.        |
| 17 set.     | 0-1             | Livorno-Crotone    | 1-1           | 3 feb.        |
| 16 set.     | 3-0             | Salernitana-Padova | 0-0           | 2 feb.        |
| 14 set.     | 2-3             | Venezia-Benevento  | 0-3           | 4 feb.        |
| 16 set.     | 4-1             | Verona-Carpi       | 1-1           | 2 feb.        |
|             | Riposa: Perugia |                    |               |               |

| andata (4ª) | andata (4ª)    | 4ª giornata           | ritorno (23ª)  | ritorno (23ª) |
|             |                |                       |                |               |
| 21 set.     | 4-0            | Benevento-Salernitana | 1-0            | 8 feb.        |
| 22 set.     | 1-1            | Carpi-Brescia         | 1-3            | 9 feb.        |
| 22 set.     | 1-1            | Cosenza-Livorno       | 0-2            | 10 feb.       |
| 22 set.     | 1-2            | Crotone-Verona        | 1-1            | 10 feb.       |
| 22 set.     | 2-1            | Lecce-Venezia         | 1-1            | 11 feb.       |
| 23 set.     | 1-1            | Padova-Cremonese      | 0-0            | 9 feb.        |
| 22 set.     | 4-1            | Palermo-Perugia       | 2-1            | 9 feb.        |
| 22 set.     | 1-0            | Pescara-Foggia        | 1-1            | 10 feb.       |
| 22 set.     | 1-0            | Spezia-Cittadella     | 1-0            | 9 feb.        |
| 22 set.     | Riposa: Ascoli | Riposa: Ascoli        | Riposa: Ascoli | 11 feb.       |

| andata (3ª) | andata (3ª)     | 3ª giornata        | ritorno (22ª) | ritorno (22ª) |
|             |                 |                    |               |               |
| 15 set.     | 1-0             | Ascoli-Lecce       | 0-7           | 23 mar.       |
| 15 set.     | 1-1             | Brescia-Pescara    | 5-1           | 3 feb.        |
| 15 set.     | 2-0             | Cittadella-Cosenza | 0-2           | 2 feb.        |
| 15 set.     | 2-0             | Cremonese-Spezia   | 0-2           | 2 feb.        |
| 16 set.     | 1-2             | Foggia-Palermo     | 0-0           | 4 feb.        |
| 17 set.     | 0-1             | Livorno-Crotone    | 1-1           | 3 feb.        |
| 16 set.     | 3-0             | Salernitana-Padova | 0-0           | 2 feb.        |
| 14 set.     | 2-3             | Venezia-Benevento  | 0-3           | 4 feb.        |
| 16 set.     | 4-1             | Verona-Carpi       | 1-1           | 2 feb.        |
|             | Riposa: Perugia |                    |               |               |

| andata (4ª) | andata (4ª)    | 4ª giornata           | ritorno (23ª)  | ritorno (23ª) |
|             |                |                       |                |               |
| 21 set.     | 4-0            | Benevento-Salernitana | 1-0            | 8 feb.        |
| 22 set.     | 1-1            | Carpi-Brescia         | 1-3            | 9 feb.        |
| 22 set.     | 1-1            | Cosenza-Livorno       | 0-2            | 10 feb.       |
| 22 set.     | 1-2            | Crotone-Verona        | 1-1            | 10 feb.       |
| 22 set.     | 2-1            | Lecce-Venezia         | 1-1            | 11 feb.       |
| 23 set.     | 1-1            | Padova-Cremonese      | 0-0            | 9 feb.        |
| 22 set.     | 4-1            | Palermo-Perugia       | 2-1            | 9 feb.        |
| 22 set.     | 1-0            | Pescara-Foggia        | 1-1            | 10 feb.       |
| 22 set.     | 1-0            | Spezia-Cittadella     | 1-0            | 9 feb.        |
| 22 set.     | Riposa: Ascoli | Riposa: Ascoli        | Riposa: Ascoli | 11 feb.       |

| andata (5ª) | andata (5ª)     | 5ª giornata          | ritorno (24ª)   | ritorno (24ª) |
|             |                 |                      |                 |               |
| 25 set.     | 2-1             | Brescia-Palermo      | 1-1             | 15 feb.       |
| 25 set.     | 0-1             | Cittadella-Benevento | 0-1             | 16 feb.       |
| 26 set.     | 2-0             | Cremonese-Cosenza    | 0-2             | 17 feb.       |
| 26 set.     | 2-1             | Foggia-Padova        | 1-1             | 16 feb.       |
| 25 set.     | 0-3             | Livorno-Lecce        | 2-3             | 17 feb.       |
| 25 set.     | 0-1             | Perugia-Carpi        | 1-0             | 16 feb.       |
| 25 set.     | 2-1             | Pescara-Crotone      | 2-0             | 18 feb.       |
| 25 set.     | 1-1             | Salernitana-Ascoli   | 4-2             | 16 feb.       |
| 25 set.     | 2-1             | Verona-Spezia        | 2-1             | 17 feb.       |
| 25 set.     | Riposa: Venezia | Riposa: Venezia      | Riposa: Venezia | 18 feb.       |

| andata (6ª) | andata (6ª)     | 6ª giornata        | ritorno (25ª) | ritorno (25ª) |
|             |                 |                    |               |               |
| 30 set.     | 0-0             | Ascoli-Cremonese   | 1-0           | 23 feb.       |
| 30 set.     | 1-3             | Benevento-Foggia   | 1-1           | 23 feb.       |
| 30 set.     | 1-1             | Cosenza-Perugia    | 1-0           | 23 feb.       |
| 28 set.     | 2-2             | Crotone-Brescia    | 0-2           | 23 feb.       |
| 29 set.     | 1-1             | Lecce-Cittadella   | 1-4           | 23 feb.       |
| 2 ott.      | 2-2             | Padova-Pescara     | 0-2           | 23 feb.       |
| 29 set.     | 1-0             | Salernitana-Verona | 0-1           | 22 feb.       |
| 29 set.     | 2-1             | Spezia-Carpi       | 2-3           | 23 feb.       |
| 29 set.     | 1-1             | Venezia-Livorno    | 0-1           | 24 feb.       |
| 29 set.     | Riposa: Palermo |                    |               | 24 feb.       |

| andata (5ª) | andata (5ª)     | 5ª giornata          | ritorno (24ª)   | ritorno (24ª) |
|             |                 |                      |                 |               |
| 25 set.     | 2-1             | Brescia-Palermo      | 1-1             | 15 feb.       |
| 25 set.     | 0-1             | Cittadella-Benevento | 0-1             | 16 feb.       |
| 26 set.     | 2-0             | Cremonese-Cosenza    | 0-2             | 17 feb.       |
| 26 set.     | 2-1             | Foggia-Padova        | 1-1             | 16 feb.       |
| 25 set.     | 0-3             | Livorno-Lecce        | 2-3             | 17 feb.       |
| 25 set.     | 0-1             | Perugia-Carpi        | 1-0             | 16 feb.       |
| 25 set.     | 2-1             | Pescara-Crotone      | 2-0             | 18 feb.       |
| 25 set.     | 1-1             | Salernitana-Ascoli   | 4-2             | 16 feb.       |
| 25 set.     | 2-1             | Verona-Spezia        | 2-1             | 17 feb.       |
| 25 set.     | Riposa: Venezia | Riposa: Venezia      | Riposa: Venezia | 18 feb.       |

| andata (6ª) | andata (6ª)     | 6ª giornata        | ritorno (25ª) | ritorno (25ª) |
|             |                 |                    |               |               |
| 30 set.     | 0-0             | Ascoli-Cremonese   | 1-0           | 23 feb.       |
| 30 set.     | 1-3             | Benevento-Foggia   | 1-1           | 23 feb.       |
| 30 set.     | 1-1             | Cosenza-Perugia    | 1-0           | 23 feb.       |
| 28 set.     | 2-2             | Crotone-Brescia    | 0-2           | 23 feb.       |
| 29 set.     | 1-1             | Lecce-Cittadella   | 1-4           | 23 feb.       |
| 2 ott.      | 2-2             | Padova-Pescara     | 0-2           | 23 feb.       |
| 29 set.     | 1-0             | Salernitana-Verona | 0-1           | 22 feb.       |
| 29 set.     | 2-1             | Spezia-Carpi       | 2-3           | 23 feb.       |
| 29 set.     | 1-1             | Venezia-Livorno    | 0-1           | 24 feb.       |
| 29 set.     | Riposa: Palermo |                    |               | 24 feb.       |

| andata (7ª) | andata (7ª) | 7ª giornata           | ritorno (26ª) | ritorno (26ª) |
|             |             |                       |               |               |
| 7 ott.      | 4-1         | Brescia-Padova        | 1-1           | 26 feb.       |
| 6 ott.      | 1-1         | Carpi-Cosenza         | 0-1           | 26 feb.       |
| 6 ott.      | 0-0         | Cremonese-Salernitana | 0-2           | 26 feb.       |
| 6 ott.      | 3-2         | Foggia-Ascoli         | 2-2           | 26 feb.       |
| 7 ott.      | 1-3         | Livorno-Spezia        | 0-3           | 27 feb.       |
| 7 ott.      | 1-0         | Palermo-Crotone       | 0-3           | 26 feb.       |
| 6 ott.      | 1-0         | Perugia-Venezia       | 3-2           | 27 feb.       |
| 6 ott.      | 2-1         | Pescara-Benevento     | 1-2           | 26 feb.       |
| 5 ott.      | 0-2         | Verona-Lecce          | 1-2           | 26 feb.       |
| 6 ott.      |             | Riposa: Cittadella    |               | 26 feb.       |

| andata (8ª) | andata (8ª)       | 8ª giornata         | ritorno (27ª)     | ritorno (27ª) |  |
|             |                   |                     |                   |               |  |
| 20 ott.     | 1-0               | Ascoli-Carpi        | 1-1               | 2 mar.        |  |
| 22 ott.     | 1-0               | Benevento-Livorno   | 0-2               | 4 mar.        |  |
| 20 ott.     | 2-2               | Cittadella-Brescia  | 1-0               | 2 mar.        |  |
| 20 ott.     | 2-0               | Cosenza-Foggia      | 0-1               | 1º mar.       |  |
| 20 ott.     | 2-1               | Crotone-Padova      | 0-0               | 2 mar.        |  |
| 21 ott.     | 1-2               | Lecce-Palermo       | 1-2               | 2 mar.        |  |
| 21 ott.     | 2-1               | Salernitana-Perugia | 1-3               | 3 mar.        |  |
| 19 ott.     | 1-3               | Spezia-Pescara      | 0-2               | 3 mar.        |  |
| 21 ott.     | 1-1               | Venezia-Verona      | 0-1               | 3 mar.        |  |
| 22 ott.     | Riposa: Cremonese | Riposa: Cremonese   | Riposa: Cremonese | 3 mar.        |  |

| andata (7ª) | andata (7ª) | 7ª giornata           | ritorno (26ª) | ritorno (26ª) |
|             |             |                       |               |               |
| 7 ott.      | 4-1         | Brescia-Padova        | 1-1           | 26 feb.       |
| 6 ott.      | 1-1         | Carpi-Cosenza         | 0-1           | 26 feb.       |
| 6 ott.      | 0-0         | Cremonese-Salernitana | 0-2           | 26 feb.       |
| 6 ott.      | 3-2         | Foggia-Ascoli         | 2-2           | 26 feb.       |
| 7 ott.      | 1-3         | Livorno-Spezia        | 0-3           | 27 feb.       |
| 7 ott.      | 1-0         | Palermo-Crotone       | 0-3           | 26 feb.       |
| 6 ott.      | 1-0         | Perugia-Venezia       | 3-2           | 27 feb.       |
| 6 ott.      | 2-1         | Pescara-Benevento     | 1-2           | 26 feb.       |
| 5 ott.      | 0-2         | Verona-Lecce          | 1-2           | 26 feb.       |
| 6 ott.      |             | Riposa: Cittadella    |               | 26 feb.       |

| andata (8ª) | andata (8ª)       | 8ª giornata         | ritorno (27ª)     | ritorno (27ª) |  |
|             |                   |                     |                   |               |  |
| 20 ott.     | 1-0               | Ascoli-Carpi        | 1-1               | 2 mar.        |  |
| 22 ott.     | 1-0               | Benevento-Livorno   | 0-2               | 4 mar.        |  |
| 20 ott.     | 2-2               | Cittadella-Brescia  | 1-0               | 2 mar.        |  |
| 20 ott.     | 2-0               | Cosenza-Foggia      | 0-1               | 1º mar.       |  |
| 20 ott.     | 2-1               | Crotone-Padova      | 0-0               | 2 mar.        |  |
| 21 ott.     | 1-2               | Lecce-Palermo       | 1-2               | 2 mar.        |  |
| 21 ott.     | 2-1               | Salernitana-Perugia | 1-3               | 3 mar.        |  |
| 19 ott.     | 1-3               | Spezia-Pescara      | 0-2               | 3 mar.        |  |
| 21 ott.     | 1-1               | Venezia-Verona      | 0-1               | 3 mar.        |  |
| 22 ott.     | Riposa: Cremonese | Riposa: Cremonese   | Riposa: Cremonese | 3 mar.        |  |

| andata (9ª) | andata (9ª)   | 9ª giornata         | ritorno (28ª) | ritorno (28ª) |
|             |               |                     |               |               |
| 27 ott.     | 2-1           | Benevento-Cremonese | 0-1           | 10 mar.       |
| 27 ott.     | 1-0           | Brescia-Cosenza     | 3-2           | 9 mar.        |
| 28 ott.     | 1-1           | Crotone-Salernitana | 2-0           | 10 mar.       |
| 27 ott.     | 2-2           | Foggia-Lecce        | 0-1           | 9 mar.        |
| 27 ott.     | 1-0           | Livorno-Ascoli      | 1-1           | 10 mar.       |
| 27 ott.     | 0-0           | Padova-Spezia       | 2-0           | 9 mar.        |
| 26 ott.     | 1-1           | Palermo-Venezia     | 1-1           | 11 mar.       |
| 27 ott.     | 0-1           | Pescara-Cittadella  | 1-4           | 9 mar.        |
| 27 ott.     | 2-1           | Verona-Perugia      | 2-1           | 8 mar.        |
| 27 ott.     | Riposa: Carpi | Riposa: Carpi       | Riposa: Carpi | 10 mar.       |

| andata (10ª) | andata (10ª) | 10ª giornata        | ritorno (29ª) | ritorno (29ª) |
|              |              |                     |               |               |
| 30 ott.      | 1-0          | Ascoli-Verona       | 1-1           | 16 mar.       |
| 30 ott.      | 0-3          | Carpi-Palermo       | 1-4           | 17 mar.       |
| 30 ott.      | 1-1          | Cittadella-Foggia   | 1-1           | 16 mar.       |
| 30 ott.      | 1-1          | Cosenza-Pescara     | 1-1           | 15 mar.       |
| 30 ott.      | 0-1          | Cremonese-Venezia   | 1-1           | 17 mar.       |
| 31 ott.      | 1-0          | Lecce-Crotone       | 2-2           | 17 mar.       |
| 30 ott.      | 3-2          | Perugia-Padova      | 1-0           | 16 mar.       |
| 31 ott.      | 3-1          | Salernitana-Livorno | 0-1           | 16 mar.       |
| 18 nov.      | 3-1          | Spezia-Benevento    | 3-2           | 16 mar.       |
| 31 ott.      |              | Riposa: Brescia     |               | 17 mar.       |

| andata (9ª) | andata (9ª)   | 9ª giornata         | ritorno (28ª) | ritorno (28ª) |
|             |               |                     |               |               |
| 27 ott.     | 2-1           | Benevento-Cremonese | 0-1           | 10 mar.       |
| 27 ott.     | 1-0           | Brescia-Cosenza     | 3-2           | 9 mar.        |
| 28 ott.     | 1-1           | Crotone-Salernitana | 2-0           | 10 mar.       |
| 27 ott.     | 2-2           | Foggia-Lecce        | 0-1           | 9 mar.        |
| 27 ott.     | 1-0           | Livorno-Ascoli      | 1-1           | 10 mar.       |
| 27 ott.     | 0-0           | Padova-Spezia       | 2-0           | 9 mar.        |
| 26 ott.     | 1-1           | Palermo-Venezia     | 1-1           | 11 mar.       |
| 27 ott.     | 0-1           | Pescara-Cittadella  | 1-4           | 9 mar.        |
| 27 ott.     | 2-1           | Verona-Perugia      | 2-1           | 8 mar.        |
| 27 ott.     | Riposa: Carpi | Riposa: Carpi       | Riposa: Carpi | 10 mar.       |

| andata (10ª) | andata (10ª) | 10ª giornata        | ritorno (29ª) | ritorno (29ª) |
|              |              |                     |               |               |
| 30 ott.      | 1-0          | Ascoli-Verona       | 1-1           | 16 mar.       |
| 30 ott.      | 0-3          | Carpi-Palermo       | 1-4           | 17 mar.       |
| 30 ott.      | 1-1          | Cittadella-Foggia   | 1-1           | 16 mar.       |
| 30 ott.      | 1-1          | Cosenza-Pescara     | 1-1           | 15 mar.       |
| 30 ott.      | 0-1          | Cremonese-Venezia   | 1-1           | 17 mar.       |
| 31 ott.      | 1-0          | Lecce-Crotone       | 2-2           | 17 mar.       |
| 30 ott.      | 3-2          | Perugia-Padova      | 1-0           | 16 mar.       |
| 31 ott.      | 3-1          | Salernitana-Livorno | 0-1           | 16 mar.       |
| 18 nov.      | 3-1          | Spezia-Benevento    | 3-2           | 16 mar.       |
| 31 ott.      |              | Riposa: Brescia     |               | 17 mar.       |

| andata (11ª) | andata (11ª)   | 11ª giornata        | ritorno (30ª)  | ritorno (30ª) |
|              |                |                     |                |               |
| 3 nov.       | 1-2            | Benevento-Ascoli    | 2-2            | 30 mar.       |
| 4 nov.       | 1-1            | Crotone-Carpi       | 2-1            | 30 mar.       |
| 3 nov.       | 2-2            | Foggia-Brescia      | 1-2            | 30 mar.       |
| 4 nov.       | 2-3            | Livorno-Perugia     | 1-3            | 30 mar.       |
| 3 nov.       | 0-0            | Padova-Cittadella   | 1-1            | 30 mar.       |
| 3 nov.       | 2-1            | Palermo-Cosenza     | 1-1            | 30 mar.       |
| 5 nov.       | 4-2            | Pescara-Lecce       | 0-2            | 31 mar.       |
| 4 nov.       | 1-0            | Venezia-Salernitana | 1-1            | 30 mar.       |
| 2 nov.       | 1-1            | Verona-Cremonese    | 1-1            | 29 mar.       |
| 5 nov.       | Riposa: Spezia | Riposa: Spezia      | Riposa: Spezia | 31 mar.       |

| andata (12ª) | andata (12ª)   | 12ª giornata       | ritorno (31ª)  | ritorno (31ª) |
|              |                |                    |                |               |
| 10 nov.      | 2-3            | Ascoli-Padova      | 2-1            | 2 apr.        |
| 11 nov.      | 4-2            | Brescia-Verona     | 2-2            | 2 apr.        |
| 10 nov.      | 2-2            | Carpi-Benevento    | 1-3            | 2 apr.        |
| 11 nov.      | 3-2            | Cittadella-Venezia | 1-1            | 2 apr.        |
| 10 nov.      | 2-3            | Cosenza-Lecce      | 1-3            | 3 apr.        |
| 10 nov.      | 1-0            | Cremonese-Livorno  | 3-1            | 2 apr.        |
| 11 nov.      | 3-0            | Palermo-Pescara    | 2-3            | 3 apr.        |
| 9 nov.       | 2-1            | Perugia-Crotone    | 0-2            | 2 apr.        |
| 10 nov.      | 1-0            | Salernitana-Spezia | 1-2            | 2 apr.        |
| 11 nov.      | Riposa: Foggia | Riposa: Foggia     | Riposa: Foggia | 3 apr.        |

| andata (11ª) | andata (11ª)   | 11ª giornata        | ritorno (30ª)  | ritorno (30ª) |
|              |                |                     |                |               |
| 3 nov.       | 1-2            | Benevento-Ascoli    | 2-2            | 30 mar.       |
| 4 nov.       | 1-1            | Crotone-Carpi       | 2-1            | 30 mar.       |
| 3 nov.       | 2-2            | Foggia-Brescia      | 1-2            | 30 mar.       |
| 4 nov.       | 2-3            | Livorno-Perugia     | 1-3            | 30 mar.       |
| 3 nov.       | 0-0            | Padova-Cittadella   | 1-1            | 30 mar.       |
| 3 nov.       | 2-1            | Palermo-Cosenza     | 1-1            | 30 mar.       |
| 5 nov.       | 4-2            | Pescara-Lecce       | 0-2            | 31 mar.       |
| 4 nov.       | 1-0            | Venezia-Salernitana | 1-1            | 30 mar.       |
| 2 nov.       | 1-1            | Verona-Cremonese    | 1-1            | 29 mar.       |
| 5 nov.       | Riposa: Spezia | Riposa: Spezia      | Riposa: Spezia | 31 mar.       |

| andata (12ª) | andata (12ª)   | 12ª giornata       | ritorno (31ª)  | ritorno (31ª) |
|              |                |                    |                |               |
| 10 nov.      | 2-3            | Ascoli-Padova      | 2-1            | 2 apr.        |
| 11 nov.      | 4-2            | Brescia-Verona     | 2-2            | 2 apr.        |
| 10 nov.      | 2-2            | Carpi-Benevento    | 1-3            | 2 apr.        |
| 11 nov.      | 3-2            | Cittadella-Venezia | 1-1            | 2 apr.        |
| 10 nov.      | 2-3            | Cosenza-Lecce      | 1-3            | 3 apr.        |
| 10 nov.      | 1-0            | Cremonese-Livorno  | 3-1            | 2 apr.        |
| 11 nov.      | 3-0            | Palermo-Pescara    | 2-3            | 3 apr.        |
| 9 nov.       | 2-1            | Perugia-Crotone    | 0-2            | 2 apr.        |
| 10 nov.      | 1-0            | Salernitana-Spezia | 1-2            | 2 apr.        |
| 11 nov.      | Riposa: Foggia | Riposa: Foggia     | Riposa: Foggia | 3 apr.        |

| andata (13ª) | andata (13ª)        | 13ª giornata        | ritorno (32ª)       | ritorno (32ª) |  |
|              |                     |                     |                     |               |  |
| 24 nov.      | 2-1                 | Benevento-Perugia   | 4-2                 | 6 apr.        |  |
| 26 nov.      | 0-1                 | Crotone-Cosenza     | 0-1                 | 7 apr.        |  |
| 25 nov.      | 2-0                 | Lecce-Cremonese     | 0-2                 | 7 apr.        |  |
| 24 nov.      | 0-0                 | Livorno-Cittadella  | 0-4                 | 6 apr.        |  |
| 24 nov.      | 0-1                 | Padova-Carpi        | 1-2                 | 6 apr.        |  |
| 25 nov.      | 1-1                 | Pescara-Ascoli      | 1-2                 | 7 apr.        |  |
| 25 nov.      | 0-0                 | Spezia-Foggia       | 0-1                 | 6 apr.        |  |
| 24 nov.      | 2-1                 | Venezia-Brescia     | 0-2                 | 5 apr.        |  |
| 23 nov.      | 1-1                 | Verona-Palermo      | 0-1                 | 8 apr.        |  |
| 26 nov.      | Riposa: Salernitana | Riposa: Salernitana | Riposa: Salernitana | 8 apr.        |  |

| andata (14ª) | andata (14ª)   | 14ª giornata           | ritorno (33ª)  | ritorno (33ª) |
|              |                |                        |                |               |
| 1º dic.      | 3-1            | Ascoli-Spezia          | 2-3            | 14 apr.       |
| 2 dic.       | 2-0            | Brescia-Livorno        | 1-0            | 15 apr.       |
| 2 dic.       | 0-1            | Carpi-Lecce            | 1-4            | 13 apr.       |
| 1º dic.      | 3-1            | Cittadella-Salernitana | 2-4            | 13 apr.       |
| 1º dic.      | 2-1            | Cosenza-Padova         | 0-0            | 14 apr.       |
| 1º dic.      | 1-0            | Cremonese-Crotone      | 0-0            | 13 apr.       |
| 3 dic.       | 1-1            | Foggia-Venezia         | 0-1            | 13 apr.       |
| 30 nov.      | 0-0            | Palermo-Benevento      | 2-1            | 14 apr.       |
| 2 dic.       | 2-1            | Perugia-Pescara        | 1-1            | 12 apr.       |
| 3 dic.       | Riposa: Verona | Riposa: Verona         | Riposa: Verona | 15 apr.       |

| andata (13ª) | andata (13ª)        | 13ª giornata        | ritorno (32ª)       | ritorno (32ª) |  |
|              |                     |                     |                     |               |  |
| 24 nov.      | 2-1                 | Benevento-Perugia   | 4-2                 | 6 apr.        |  |
| 26 nov.      | 0-1                 | Crotone-Cosenza     | 0-1                 | 7 apr.        |  |
| 25 nov.      | 2-0                 | Lecce-Cremonese     | 0-2                 | 7 apr.        |  |
| 24 nov.      | 0-0                 | Livorno-Cittadella  | 0-4                 | 6 apr.        |  |
| 24 nov.      | 0-1                 | Padova-Carpi        | 1-2                 | 6 apr.        |  |
| 25 nov.      | 1-1                 | Pescara-Ascoli      | 1-2                 | 7 apr.        |  |
| 25 nov.      | 0-0                 | Spezia-Foggia       | 0-1                 | 6 apr.        |  |
| 24 nov.      | 2-1                 | Venezia-Brescia     | 0-2                 | 5 apr.        |  |
| 23 nov.      | 1-1                 | Verona-Palermo      | 0-1                 | 8 apr.        |  |
| 26 nov.      | Riposa: Salernitana | Riposa: Salernitana | Riposa: Salernitana | 8 apr.        |  |

| andata (14ª) | andata (14ª)   | 14ª giornata           | ritorno (33ª)  | ritorno (33ª) |
|              |                |                        |                |               |
| 1º dic.      | 3-1            | Ascoli-Spezia          | 2-3            | 14 apr.       |
| 2 dic.       | 2-0            | Brescia-Livorno        | 1-0            | 15 apr.       |
| 2 dic.       | 0-1            | Carpi-Lecce            | 1-4            | 13 apr.       |
| 1º dic.      | 3-1            | Cittadella-Salernitana | 2-4            | 13 apr.       |
| 1º dic.      | 2-1            | Cosenza-Padova         | 0-0            | 14 apr.       |
| 1º dic.      | 1-0            | Cremonese-Crotone      | 0-0            | 13 apr.       |
| 3 dic.       | 1-1            | Foggia-Venezia         | 0-1            | 13 apr.       |
| 30 nov.      | 0-0            | Palermo-Benevento      | 2-1            | 14 apr.       |
| 2 dic.       | 2-1            | Perugia-Pescara        | 1-1            | 12 apr.       |
| 3 dic.       | Riposa: Verona | Riposa: Verona         | Riposa: Verona | 15 apr.       |

| andata (15ª) | andata (15ª)    | 15ª giornata         | ritorno (34ª)   | ritorno (34ª) |  |
|              |                 |                      |                 |               |  |
| 9 dic.       | 0-1             | Benevento-Verona     | 3-0             | 22 apr.       |  |
| 9 dic.       | 0-0             | Cremonese-Cittadella | 3-1             | 22 apr.       |  |
| 8 dic.       | 0-0             | Lecce-Perugia        | 2-1             | 22 apr.       |  |
| 9 dic.       | 3-1             | Livorno-Foggia       | 2-2             | 22 apr.       |  |
| 8 dic.       | 1-3             | Padova-Palermo       | 1-1             | 22 apr.       |  |
| 7 dic.       | 2-0             | Pescara-Carpi        | 0-0             | 22 apr.       |  |
| 10 dic.      | 1-3             | Salernitana-Brescia  | 0-3             | 22 apr.       |  |
| 8 dic.       | 4-0             | Spezia-Cosenza       | 0-1             | 22 apr.       |  |
| 8 dic.       | 1-0             | Venezia-Ascoli       | 0-1             | 22 apr.       |  |
| 10 dic.      | Riposa: Crotone | Riposa: Crotone      | Riposa: Crotone | 22 apr.       |  |

| andata (16ª) | andata (16ª) | 16ª giornata      | ritorno (35ª) | ritorno (35ª) |
|              |              |                   |               |               |
| 15 dic.      | 1-1          | Ascoli-Cittadella | 2-2           | 28 apr.       |
| 16 dic.      | 2-1          | Brescia-Lecce     | 0-1           | 28 apr.       |
| 16 dic.      | 3-2          | Carpi-Salernitana | 5-2           | 27 apr.       |
| 16 dic.      | 1-1          | Crotone-Venezia   | 4-1           | 27 apr.       |
| 16 dic.      | 0-0          | Cosenza-Benevento | 2-4           | 26 apr.       |
| 14 dic.      | 3-1          | Foggia-Cremonese  | 0-1           | 28 apr.       |
| 15 dic.      | 1-1          | Palermo-Livorno   | 2-2           | 27 apr.       |
| 15 dic.      | 1-1          | Perugia-Spezia    | 1-1           | 27 apr.       |
| 17 dic.      | 3-1          | Verona-Pescara    | 1-1           | 27 apr.       |
| 17 dic.      |              | Riposa: Padova    |               | 28 apr.       |

| andata (15ª) | andata (15ª)    | 15ª giornata         | ritorno (34ª)   | ritorno (34ª) |  |
|              |                 |                      |                 |               |  |
| 9 dic.       | 0-1             | Benevento-Verona     | 3-0             | 22 apr.       |  |
| 9 dic.       | 0-0             | Cremonese-Cittadella | 3-1             | 22 apr.       |  |
| 8 dic.       | 0-0             | Lecce-Perugia        | 2-1             | 22 apr.       |  |
| 9 dic.       | 3-1             | Livorno-Foggia       | 2-2             | 22 apr.       |  |
| 8 dic.       | 1-3             | Padova-Palermo       | 1-1             | 22 apr.       |  |
| 7 dic.       | 2-0             | Pescara-Carpi        | 0-0             | 22 apr.       |  |
| 10 dic.      | 1-3             | Salernitana-Brescia  | 0-3             | 22 apr.       |  |
| 8 dic.       | 4-0             | Spezia-Cosenza       | 0-1             | 22 apr.       |  |
| 8 dic.       | 1-0             | Venezia-Ascoli       | 0-1             | 22 apr.       |  |
| 10 dic.      | Riposa: Crotone | Riposa: Crotone      | Riposa: Crotone | 22 apr.       |  |

| andata (16ª) | andata (16ª) | 16ª giornata      | ritorno (35ª) | ritorno (35ª) |
|              |              |                   |               |               |
| 15 dic.      | 1-1          | Ascoli-Cittadella | 2-2           | 28 apr.       |
| 16 dic.      | 2-1          | Brescia-Lecce     | 0-1           | 28 apr.       |
| 16 dic.      | 3-2          | Carpi-Salernitana | 5-2           | 27 apr.       |
| 16 dic.      | 1-1          | Crotone-Venezia   | 4-1           | 27 apr.       |
| 16 dic.      | 0-0          | Cosenza-Benevento | 2-4           | 26 apr.       |
| 14 dic.      | 3-1          | Foggia-Cremonese  | 0-1           | 28 apr.       |
| 15 dic.      | 1-1          | Palermo-Livorno   | 2-2           | 27 apr.       |
| 15 dic.      | 1-1          | Perugia-Spezia    | 1-1           | 27 apr.       |
| 17 dic.      | 3-1          | Verona-Pescara    | 1-1           | 27 apr.       |
| 17 dic.      |              | Riposa: Padova    |               | 28 apr.       |

| andata (17ª) | andata (17ª)    | 17ª giornata       | ritorno (36ª) | ritorno (36ª) |
|              |                 |                    |               |               |
| 21 dic.      | 1-1             | Ascoli-Brescia     | 0-1           | 1º mag.       |
| 23 dic.      | 3-0             | Benevento-Crotone  | 0-1           | 1º mag.       |
| 23 dic.      | 2-2             | Cittadella-Perugia | 0-0           | 1º mag.       |
| 22 dic.      | 1-2             | Cremonese-Carpi    | 2-1           | 1º mag.       |
| 23 dic.      | 3-2             | Lecce-Padova       | 1-2           | 1º mag.       |
| 22 dic.      | 0-0             | Livorno-Verona     | 3-2           | 1º mag.       |
| 23 dic.      | 1-0             | Salernitana-Foggia | 1-3           | 1º mag.       |
| 23 dic.      | 1-1             | Spezia-Palermo     | 2-2           | 1º mag.       |
| 23 dic.      | 0-1             | Venezia-Cosenza    | 1-1           | 1º mag.       |
| 23 dic.      | Riposa: Pescara |                    |               | 1º mag.       |

| andata (18ª) | andata (18ª)  | 18ª giornata        | ritorno (37ª) | ritorno (37ª) |
|              |               |                     |               |               |
| 26 dic.      | 3-2           | Brescia-Cremonese   | 0-0           | 4 mag.        |
| 26 dic.      | 1-4           | Carpi-Livorno       | 0-1           | 5 mag.        |
| 27 dic.      | 0-0           | Cosenza-Salernitana | 2-1           | 5 mag.        |
| 27 dic.      | 0-3           | Crotone-Spezia      | 0-2           | 4 mag.        |
| 27 dic.      | 0-1           | Padova-Benevento    | 3-3           | 5 mag.        |
| 27 dic.      | 3-0           | Palermo-Ascoli      | 2-1           | 4 mag.        |
| 27 dic.      | 3-0           | Perugia-Foggia      | 0-1           | 6 mag.        |
| 27 dic.      | 1-0           | Pescara-Venezia     | 2-2           | 4 mag.        |
| 27 dic.      | 4-0           | Verona-Cittadella   | 0-3           | 4 mag.        |
| 27 dic.      | Riposa: Lecce | Riposa: Lecce       | Riposa: Lecce | 6 mag.        |

| andata (17ª) | andata (17ª)    | 17ª giornata       | ritorno (36ª) | ritorno (36ª) |
|              |                 |                    |               |               |
| 21 dic.      | 1-1             | Ascoli-Brescia     | 0-1           | 1º mag.       |
| 23 dic.      | 3-0             | Benevento-Crotone  | 0-1           | 1º mag.       |
| 23 dic.      | 2-2             | Cittadella-Perugia | 0-0           | 1º mag.       |
| 22 dic.      | 1-2             | Cremonese-Carpi    | 2-1           | 1º mag.       |
| 23 dic.      | 3-2             | Lecce-Padova       | 1-2           | 1º mag.       |
| 22 dic.      | 0-0             | Livorno-Verona     | 3-2           | 1º mag.       |
| 23 dic.      | 1-0             | Salernitana-Foggia | 1-3           | 1º mag.       |
| 23 dic.      | 1-1             | Spezia-Palermo     | 2-2           | 1º mag.       |
| 23 dic.      | 0-1             | Venezia-Cosenza    | 1-1           | 1º mag.       |
| 23 dic.      | Riposa: Pescara |                    |               | 1º mag.       |

| andata (18ª) | andata (18ª)  | 18ª giornata        | ritorno (37ª) | ritorno (37ª) |
|              |               |                     |               |               |
| 26 dic.      | 3-2           | Brescia-Cremonese   | 0-0           | 4 mag.        |
| 26 dic.      | 1-4           | Carpi-Livorno       | 0-1           | 5 mag.        |
| 27 dic.      | 0-0           | Cosenza-Salernitana | 2-1           | 5 mag.        |
| 27 dic.      | 0-3           | Crotone-Spezia      | 0-2           | 4 mag.        |
| 27 dic.      | 0-1           | Padova-Benevento    | 3-3           | 5 mag.        |
| 27 dic.      | 3-0           | Palermo-Ascoli      | 2-1           | 4 mag.        |
| 27 dic.      | 3-0           | Perugia-Foggia      | 0-1           | 6 mag.        |
| 27 dic.      | 1-0           | Pescara-Venezia     | 2-2           | 4 mag.        |
| 27 dic.      | 4-0           | Verona-Cittadella   | 0-3           | 4 mag.        |
| 27 dic.      | Riposa: Lecce | Riposa: Lecce       | Riposa: Lecce | 6 mag.        |

| \| andata (19ª) \| andata (19ª) \| 19ª giornata \| ritorno (38ª) \| ritorno (38ª) \| \| \| \| \| \| \| \| 30 dic. \| 3-2 \| Ascoli-Crotone \| 0-3 \| 11 mag. \| \| 30 dic. \| 1-1 \| Benevento-Brescia \| 3-2 \| 11 mag. \| \| 30 dic. \| 0-1 \| Cittadella-Palermo \| 2-2 \| 11 mag. \| \| 30 dic. \| 4-0 \| Cremonese-Perugia \| 1-3 \| 11 mag. \| \| 30 dic. \| 2-2 \| Foggia-Verona \| 1-2 \| 11 mag. \| \| 30 dic. \| 1-1 \| Livorno-Padova \| 1-1 \| 11 mag. \| \| 30 dic. \| 2-4 \| Salernitana-Pescara \| 0-2 \| 11 mag. \| \| 30 dic. \| 1-1 \| Spezia-Lecce \| 1-2 \| 11 mag. \| \| 30 dic. \| 1-1 \| Venezia-Carpi \| 3-2 \| 11 mag. \| \| 30 dic. \| Riposa: Cosenza \| \| \| 11 mag. \| |                 |                     |               |               |
| andata (19ª) | andata (19ª)    | 19ª giornata        | ritorno (38ª) | ritorno (38ª) |
| |                 |                     |               |               |
| 30 dic. | 3-2             | Ascoli-Crotone      | 0-3           | 11 mag.       |
| 30 dic. | 1-1             | Benevento-Brescia   | 3-2           | 11 mag.       |
| 30 dic. | 0-1             | Cittadella-Palermo  | 2-2           | 11 mag.       |
| 30 dic. | 4-0             | Cremonese-Perugia   | 1-3           | 11 mag.       |
| 30 dic. | 2-2             | Foggia-Verona       | 1-2           | 11 mag.       |
| 30 dic. | 1-1             | Livorno-Padova      | 1-1           | 11 mag.       |
| 30 dic. | 2-4             | Salernitana-Pescara | 0-2           | 11 mag.       |
| 30 dic. | 1-1             | Spezia-Lecce        | 1-2           | 11 mag.       |
| 30 dic. | 1-1             | Venezia-Carpi       | 3-2           | 11 mag.       |
| 30 dic. | Riposa: Cosenza |                     |               | 11 mag.       |

| andata (19ª) | andata (19ª)    | 19ª giornata        | ritorno (38ª) | ritorno (38ª) |
|              |                 |                     |               |               |
| 30 dic.      | 3-2             | Ascoli-Crotone      | 0-3           | 11 mag.       |
| 30 dic.      | 1-1             | Benevento-Brescia   | 3-2           | 11 mag.       |
| 30 dic.      | 0-1             | Cittadella-Palermo  | 2-2           | 11 mag.       |
| 30 dic.      | 4-0             | Cremonese-Perugia   | 1-3           | 11 mag.       |
| 30 dic.      | 2-2             | Foggia-Verona       | 1-2           | 11 mag.       |
| 30 dic.      | 1-1             | Livorno-Padova      | 1-1           | 11 mag.       |
| 30 dic.      | 2-4             | Salernitana-Pescara | 0-2           | 11 mag.       |
| 30 dic.      | 1-1             | Spezia-Lecce        | 1-2           | 11 mag.       |
| 30 dic.      | 1-1             | Venezia-Carpi       | 3-2           | 11 mag.       |
| 30 dic.      | Riposa: Cosenza |                     |               | 11 mag.       |

## Spareggi

### Play-off
Il terzo e ultimo posto utile alla promozione in Serie A è assegnato tramite play-off a sei (strutturati attraverso un turno preliminare, semifinali e finale) a cui accedono le formazioni classificate dalla terza all'ottava posizione della graduatoria: la quinta affronta l'ottava e la vincitrice gioca poi contro la quarta; la sesta incontra la settima e la vincitrice sfida la terza. Le due vincenti disputano infine la finale per la promozione. Il regolamento dei play-off stabilisce quanto segue:
- I turni preliminari tra quinta e ottava e tra sesta e settima prevedono una partita unica sul campo della meglio piazzata nella stagione regolare. Nel caso di pareggio al termine dei tempi regolamentari, si disputano i supplementari. Se persiste la parità, passa il turno la squadra meglio classificata nella stagione regolare, senza effettuare i calci di rigore.
- Le semifinali prevedono una gara di andata in casa delle squadre che hanno disputato il turno preliminare e una di ritorno in casa della terza e della quarta classificata nella stagione regolare. In caso di parità di punti, passa in finale la squadra meglio classificata nella stagione regolare, senza la disputa dei supplementari e tantomeno dei calci di rigore.
- La finale si disputa tra le vincenti delle semifinali con gare di andata e ritorno, quest'ultima in casa della meglio classificata in campionato. In caso di parità, viene promossa in Serie A la squadra meglio classificata nella stagione regolare, senza la disputa dei supplementari e tantomeno dei calci di rigore. Nel caso in cui le due finaliste avessero terminato la stagione regolare a pari punti, la gara di ritorno prevederebbe i tempi supplementari ed eventuali calci di rigore. Dai play-off è prevista l'introduzione del VAR.

#### Tabellone
|  | Quarti di finale | Quarti di finale | Quarti di finale |  |  | Semifinali | Semifinali | Semifinali | Semifinali | Semifinali |   |   | Finale     | Finale     | Finale | Finale | Finale |  |
|  |                  |                  |                  |  |  |            |            |            |            |            |   |   |            |            |        |        |        |  |
|  | 6                | Spezia           | 1                |  |  |            |            |            |            |            |   |   |            |            |        |        |        |  |
|  | 7                | Cittadella       | 2                |  |  |            | Cittadella | 1          | 3          | 4          |   |   |            |            |        |        |        |  |
|  |                  |                  |                  |  |  | 3          | Benevento  | 2          | 0          | 2          |   |   |            |            |        |        |        |  |
|  |                  |                  |                  |  |  |            |            |            |            |            |   |   | Cittadella | Cittadella | 2      | 0      | 2      |  |
|  | 5                | Verona (dts)     | 4                |  |  |            |            | Verona     | Verona     | 0          | 3 | 3 |            |            |        |        |        |  |
|  | 8                | Perugia          | 1                |  |  |            | Verona     | 0          | 1          | 1          |   |   |            |            |        |        |        |  |
|  |                  |                  |                  |  |  | 4          | Pescara    | 0          | 0          | 0          |   |   |            |            |        |        |        |  |

#### Turno preliminare
|        | Risultati |            | Luogo e data              |
| ------ | --------- | ---------- | ------------------------- |
| Spezia | 1-2       | Cittadella | La Spezia, 17 maggio 2019 |
| Verona | 4-1 (dts) | Perugia    | Verona, 18 maggio 2019    |
|        |           |            |                           |

#### Semifinali
| Cittadella | 1-2 | Benevento  | Cittadella, 21 maggio 2019 |  |  |  |  |  |  |  |  |
| Benevento  | 0-3 | Cittadella | Benevento, 25 maggio 2019  |  |  |  |  |  |  |  |  |
|            |     |            |                            |  |  |  |  |  |  |  |  |
| Verona     | 0-0 | Pescara    | Verona, 22 maggio 2019     |  |  |  |  |  |  |  |  |
| Pescara    | 0-1 | Verona     | Pescara, 26 maggio 2019    |  |  |  |  |  |  |  |  |

#### Finale
|            | Risultati |            | Luogo e data               |
| ---------- | --------- | ---------- | -------------------------- |
| Cittadella | 2-0       | Verona     | Cittadella, 30 maggio 2019 |
| Verona     | 3-0       | Cittadella | Verona, 2 giugno 2019      |
|            |           |            |                            |

### Play-out
I play-out si sono disputati tra la quindicesima e la sedicesima classificata nella stagione regolare, con gara di andata in casa della sedicesima e gara di ritorno in casa della quindicesima. Il regolamento che stabilisce la squadra vincitrice dei playout è identico a quello della finale dei playoff per la promozione: in caso di parità al termine delle due partite, si salva la squadra che ha ottenuto il miglior piazzamento nella stagione regolare tra le due (in tal caso la squadra al 15º posto), tuttavia il match verrebbe prolungato ai tempi supplementari ed eventualmente ai calci di rigore qualora le due squadre avessero terminato la stagione regolare a pari punti (come in questo caso). In un primo momento i play-out furono annullati in seguito alla retrocessione (all'ultimo posto) del Palermo in Serie C 2019-2020 per illecito amministrativo (verificatasi il 13 maggio 2019), di conseguenza ciò decretò la salvezza sia per la Salernitana sia per il Venezia; insieme ai rosanero erano già retrocessi sul campo Foggia, Padova e Carpi. Il 27 maggio la Lega Serie B cambiò programma e ne dispose la disputa tra Salernitana e Foggia per stabilire la quarta e ultima retrocessa in serie cadetta, per cui il Venezia mantenne la permanenza. Due giorni dopo, a causa della riammissione del Palermo (al quale furono dati solamente 20 punti di penalizzazione), i playout furono ripristinati al calendario originale (ossia tra Venezia e Salernitana) e il Foggia fu retrocesso: da essi uscì sconfitto il Venezia, tuttavia alla fine i veneti furono riammessi in Serie B a causa della retrocessione a tavolino in Serie D 2019-2020 della squadra siciliana per inadempienze.
|             | Risultati     |             | Luogo e data           |
| ----------- | ------------- | ----------- | ---------------------- |
| Salernitana | 2-1           | Venezia     | Salerno, 5 giugno 2019 |
| Venezia     | 1-0 (2-4 dtr) | Salernitana | Venezia, 9 giugno 2019 |
|             |               |             |                        |

## Statistiche

### Squadre

#### Capoliste solitarie
|    | ——         | ——         | ——     | ——     | ——     | ——      | ——      | ——      | ——      | ——      | ——      | ——      | ——      | ——      | ——      | ——      | ——      | ——      | ——      | ——      | ——      | ——      | ——      | ——      | ——      | ——      | ——      | ——      | ——      | ——  | ——      | ——      | ——      | ——  | ——      | ——      | ——      | —— |  |
|    | Cittadella | Cittadella | Verona | Verona | Verona | Pescara | Pescara | Pescara | Pescara | Pescara | Palermo | Palermo | Palermo | Palermo | Palermo | Palermo | Palermo | Palermo | Palermo | Palermo | Brescia | Brescia | Brescia | Brescia | Brescia | Brescia | Brescia | Brescia | Brescia |     | Brescia | Brescia | Brescia |     | Brescia | Brescia | Brescia |    |  |
|    |            |            |        |        |        |         |         |         |         |         |         |         |         |         |         |         |         |         |         |         |         |         |         |         |         |         |         |         |         |     |         |         |         |     |         |         |         |    |  |
|    |            |            |        |        |        |         |         |         |         |         |         |         |         |         |         |         |         |         |         |         |         |         |         |         |         |         |         |         |         |     |         |         |         |     |         |         |         |    |  |
| 1ª | 2ª         | 3ª         | 4ª     | 5ª     | 6ª     | 7ª      | 8ª      | 9ª      | 10ª     | 11ª     | 12ª     | 13ª     | 14ª     | 15ª     | 16ª     | 17ª     | 18ª     | 19ª     | 20ª     | 21ª     | 22ª     | 23ª     | 24ª     | 25ª     | 26ª     | 27ª     | 28ª     | 29ª     | 30ª     | 31ª | 32ª     | 33ª     | 34ª     | 35ª | 36ª     | 37ª     | 38ª     |    |  |

#### Classifica in divenire
|             | 1ª | 2ª | 3ª | 4ª | 5ª | 6ª | 7ª | 8ª | 9ª | 10ª | 11ª | 12ª | 13ª | 14ª | 15ª | 16ª | 17ª | 18ª | 19ª | 20ª | 21ª | 22ª | 23ª | 24ª | 25ª | 26ª | 27ª | 28ª | 29ª | 30ª | 31ª | 32ª | 33ª | 34ª | 35ª | 36ª | 37ª | 38ª |
|             |    |    |    |    |    |    |    |    |    |     |     |     |     |     |     |     |     |     |     |     |     |     |     |     |     |     |     |     |     |     |     |     |     |     |     |     |     |     |
| ----------- | -- | -- | -- | -- | -- | -- | -- | -- | -- | --- | --- | --- | --- | --- | --- | --- | --- | --- | --- | --- | --- | --- | --- | --- | --- | --- | --- | --- | --- | --- | --- | --- | --- | --- | --- | --- | --- | --- |
| Ascoli      | 1  | 1  | 4  | 4  | 5  | 6  | 6  | 9  | 9  | 12  | 15  | 15  | 16  | 19  | 19  | 20  | 21  | 21  | 24  | 25  | 25  | 25  | 25  | 25  | 28  | 29  | 30  | 31  | 32  | 33  | 36  | 39  | 39  | 42  | 43  | 43  | 43  | 43  |
| Benevento   | 1  | 1  | 4  | 7  | 10 | 10 | 10 | 13 | 16 | 16  | 16  | 17  | 20  | 21  | 21  | 22  | 25  | 28  | 29  | 30  | 30  | 33  | 36  | 39  | 40  | 43  | 43  | 43  | 43  | 44  | 47  | 50  | 50  | 53  | 56  | 56  | 57  | 60  |
| Brescia     | 1  | 1  | 2  | 3  | 6  | 7  | 10 | 11 | 14 | 14  | 15  | 18  | 18  | 21  | 24  | 27  | 28  | 31  | 32  | 35  | 36  | 39  | 42  | 43  | 46  | 47  | 47  | 50  | 50  | 53  | 54  | 57  | 60  | 63  | 63  | 66  | 67  | 67  |
| Carpi       | 0  | 0  | 0  | 1  | 4  | 4  | 5  | 5  | 5  | 5   | 6   | 7   | 10  | 10  | 10  | 13  | 16  | 16  | 17  | 17  | 17  | 18  | 18  | 18  | 21  | 21  | 22  | 22  | 22  | 22  | 22  | 25  | 25  | 26  | 29  | 29  | 29  | 29  |
| Cittadella  | 3  | 6  | 9  | 9  | 9  | 10 | 10 | 11 | 14 | 15  | 16  | 19  | 20  | 23  | 24  | 25  | 26  | 26  | 26  | 27  | 30  | 30  | 30  | 30  | 33  | 33  | 36  | 39  | 40  | 41  | 42  | 45  | 45  | 45  | 46  | 47  | 50  | 51  |
| Cosenza     | 1  | 1  | 1  | 2  | 2  | 3  | 4  | 7  | 7  | 8   | 8   | 8   | 11  | 14  | 14  | 15  | 18  | 19  | 19  | 20  | 21  | 24  | 24  | 27  | 30  | 33  | 33  | 33  | 34  | 35  | 35  | 38  | 39  | 42  | 42  | 43  | 46  | 46  |
| Cremonese   | 1  | 2  | 5  | 6  | 9  | 10 | 11 | 11 | 11 | 11  | 12  | 15  | 15  | 18  | 19  | 19  | 19  | 19  | 22  | 23  | 26  | 26  | 27  | 27  | 27  | 27  | 27  | 30  | 31  | 32  | 35  | 38  | 39  | 42  | 45  | 48  | 49  | 49  |
| Crotone     | 0  | 3  | 6  | 6  | 6  | 7  | 7  | 10 | 11 | 11  | 12  | 12  | 12  | 12  | 12  | 13  | 13  | 13  | 13  | 14  | 17  | 18  | 19  | 19  | 19  | 22  | 23  | 26  | 27  | 30  | 33  | 33  | 34  | 34  | 37  | 40  | 40  | 43  |
| Foggia      | -3 | -3 | -3 | -3 | 0  | 3  | 6  | 6  | 7  | 8   | 9   | 9   | 10  | 11  | 11  | 14  | 14  | 14  | 15  | 18  | 18  | 19  | 20  | 21  | 22  | 23  | 26  | 26  | 27  | 27  | 27  | 30  | 30  | 31  | 31  | 34  | 37  | 37  |
| Lecce       | 1  | 2  | 2  | 5  | 8  | 9  | 12 | 12 | 13 | 16  | 16  | 19  | 22  | 25  | 26  | 26  | 29  | 29  | 30  | 31  | 34  | 37  | 38  | 41  | 41  | 44  | 44  | 47  | 48  | 51  | 54  | 54  | 57  | 60  | 63  | 63  | 63  | 66  |
| Livorno     | 0  | 0  | 0  | 1  | 1  | 2  | 2  | 2  | 5  | 5   | 5   | 5   | 6   | 6   | 9   | 10  | 11  | 14  | 15  | 15  | 16  | 17  | 20  | 20  | 23  | 23  | 26  | 27  | 30  | 30  | 30  | 30  | 30  | 31  | 32  | 35  | 38  | 39  |
| Padova      | 1  | 4  | 4  | 5  | 5  | 6  | 6  | 6  | 7  | 7   | 8   | 11  | 11  | 11  | 11  | 11  | 11  | 11  | 12  | 15  | 15  | 16  | 17  | 18  | 18  | 19  | 20  | 23  | 23  | 24  | 24  | 24  | 25  | 26  | 26  | 29  | 30  | 31  |
| Palermo     | 1  | 2  | 5  | 8  | 8  | 8  | 11 | 14 | 15 | 18  | 21  | 24  | 25  | 26  | 29  | 30  | 31  | 34  | 37  | 37  | 37  | 38  | 41  | 42  | 42  | 42  | 45  | 46  | 49  | 50  | 50  | 53  | 56  | 57  | 58  | 59  | 62  | 43  |
| Perugia     | 1  | 4  | 4  | 4  | 4  | 5  | 8  | 8  | 8  | 11  | 14  | 17  | 17  | 20  | 21  | 22  | 23  | 26  | 26  | 26  | 29  | 29  | 29  | 32  | 32  | 35  | 38  | 38  | 41  | 44  | 44  | 44  | 45  | 45  | 46  | 47  | 47  | 50  |
| Pescara     | 1  | 4  | 5  | 8  | 11 | 12 | 15 | 18 | 18 | 19  | 22  | 22  | 23  | 23  | 26  | 26  | 26  | 29  | 32  | 33  | 34  | 34  | 35  | 38  | 41  | 41  | 44  | 44  | 45  | 45  | 48  | 48  | 49  | 50  | 51  | 51  | 52  | 55  |
| Salernitana | 1  | 2  | 5  | 5  | 6  | 9  | 10 | 13 | 14 | 17  | 17  | 20  | 20  | 20  | 20  | 20  | 23  | 24  | 24  | 27  | 27  | 28  | 28  | 31  | 31  | 34  | 34  | 34  | 34  | 35  | 35  | 35  | 38  | 38  | 38  | 38  | 38  | 38  |
| Spezia      | 0  | 3  | 3  | 6  | 6  | 9  | 12 | 12 | 13 | 16  | 16  | 16  | 17  | 17  | 20  | 21  | 22  | 25  | 26  | 27  | 28  | 31  | 34  | 34  | 34  | 37  | 37  | 37  | 40  | 40  | 43  | 43  | 46  | 46  | 47  | 48  | 51  | 51  |
| Venezia     | 3  | 3  | 3  | 3  | 3  | 4  | 4  | 5  | 6  | 9   | 12  | 12  | 15  | 16  | 19  | 20  | 20  | 20  | 21  | 22  | 25  | 25  | 26  | 26  | 26  | 26  | 26  | 27  | 28  | 29  | 30  | 30  | 33  | 33  | 33  | 34  | 35  | 38  |
| Verona      | 1  | 4  | 7  | 10 | 13 | 13 | 13 | 14 | 17 | 17  | 18  | 18  | 19  | 19  | 22  | 25  | 26  | 29  | 30  | 30  | 31  | 32  | 33  | 36  | 39  | 39  | 42  | 45  | 46  | 47  | 48  | 48  | 48  | 48  | 49  | 49  | 49  | 52  |

#### Classifiche di rendimento

##### Rendimento andata-ritorno
| Andata      | Andata  | Ritorno     | Ritorno |
|             |         |             |         |
| Palermo     | 37      | Lecce       | 36      |
| Brescia     | 32      | Brescia     | 35      |
| Pescara     | 32      | Benevento   | 31      |
| Verona      | 30      | Crotone     | 30      |
| Lecce       | 30      | Cremonese   | 27      |
| Benevento   | 29      | Cosenza     | 27      |
| Spezia      | 26      | Spezia      | 25      |
| Cittadella  | 26      | Cittadella  | 25      |
| Perugia     | 26      | Perugia     | 24      |
| Ascoli      | 24      | Livorno     | 24      |
| Salernitana | 24      | Pescara     | 23      |
| Cremonese   | 22      | Verona      | 22      |
| Venezia     | 21      | Foggia      | 22      |
| Cosenza     | 19      | Padova      | 19      |
| Carpi       | 17      | Ascoli      | 19      |
| Livorno     | 15      | Venezia     | 17      |
| Foggia      | 15 (-6) | Salernitana | 14      |
| Crotone     | 13      | Carpi       | 12      |
| Padova      | 12      | Palermo     | 6 (-20) |

##### Rendimento casa-trasferta
| Casa        | Casa | Trasferta   | Trasferta |
|             |      |             |           |
| Lecce       | 43   | Palermo     | 30        |
| Brescia     | 42   | Benevento   | 27        |
| Pescara     | 38   | Brescia     | 25        |
| Spezia      | 35   | Lecce       | 23        |
| Palermo     | 33   | Verona      | 21        |
| Benevento   | 33   | Perugia     | 21        |
| Cremonese   | 33   | Cittadella  | 19        |
| Cittadella  | 32   | Crotone     | 17        |
| Foggia      | 32   | Pescara     | 17        |
| Verona      | 31   | Cosenza     | 17        |
| Perugia     | 29   | Cremonese   | 16        |
| Cosenza     | 29   | Spezia      | 16        |
| Ascoli      | 28   | Ascoli      | 15        |
| Salernitana | 27   | Carpi       | 14        |
| Crotone     | 26   | Livorno     | 13        |
| Venezia     | 26   | Venezia     | 12        |
| Livorno     | 26   | Padova      | 12        |
| Padova      | 19   | Foggia      | 11        |
| Carpi       | 15   | Salernitana | 11        |

#### Primati stagionali
Squadre
- Maggior numero di vittorie: Lecce (19)
- Maggior numero di pareggi: Padova (16)
- Maggior numero di sconfitte: Carpi (21)
- Minor numero di vittorie: Padova (5)
- Minor numero di pareggi: Carpi, Perugia, Salernitana (8)
- Minor numero di sconfitte: Brescia e Palermo (5)
- Miglior attacco: Brescia (69 gol fatti)
- Peggior attacco: Cosenza (34 gol fatti)
- Miglior difesa: Cremonese (33 gol subiti)
- Peggior difesa: Carpi (67 gol subiti)
- Miglior differenza reti: Brescia (+27)
- Peggior differenza reti: Carpi (−28)
- Miglior serie positiva: Brescia (13, 14ª-26ª) e Palermo (13, 7ª-19ª)
- Peggior serie negativa: Padova (5, 13ª-18ª) e Salernitana (5, 33ª-38ª)
- Maggior numero di vittorie consecutive: 3 per Benevento (3ª-5ª e 22ª-24ª), Brescia (14ª-16ª e 32ª-34ª), Cremonese (34ª-36ª), Cittadella (1ª-3ª e 25ª-28ª), Cosenza (24ª-26ª), Foggia (5ª-7ª), Lecce (12ª-14ª, 22ª[30], 30ª-31ª e 33ª-35ª), Palermo (10ª-12ª), Perugia (10ª-12ª) e Verona (3ª-5ª)

Partite
- Più gol: Brescia-Spezia 4-4 (8)
- Maggior scarto di gol: Lecce-Ascoli 7-0 (7)
- Maggior numero di reti in una giornata: 33 (12ª giornata)
- Maggior numero di espulsioni: 8 (9ª giornata)

### Individuali

#### Classifica marcatori
| Gol | Rigori |  | Giocatore           | Squadra    |
| --- | ------ |  | ------------------- | ---------- |
| 25  | 8      |  | Alfredo Donnarumma  | Brescia    |
| 21  | 6      |  | Massimo Coda        | Benevento  |
| 19  | 4      |  | Leonardo Mancuso    | Pescara    |
| 17  |        |  | Andrea La Mantia    | Lecce      |
| 14  | 2      |  | Ilija Nestorovski   | Palermo    |
| 14  |        |  | Simy                | Crotone    |
| 13  | 2      |  | Marco Mancosu       | Lecce      |
| 12  | 1      |  | Valerio Verre       | Perugia    |
| 12  | 1      |  | Ernesto Torregrossa | Brescia    |
| 12  |        |  | Gabriele Moncini    | Cittadella |
| 10  | 4      |  | Alessandro Diamanti | Livorno    |
| 10  |        |  | Gennaro Tutino      | Cosenza    |
| 10  | 1      |  | David Okereke       | Spezia     |
| 10  | 3      |  | Giampaolo Pazzini   | Verona     |
| 10  | 3      |  | Luca Vido           | Perugia    |